# ヘレンとフランクと18人の子供たち
『ヘレンとフランクと18人の子供たち』（原題：Yours, Mine and Ours）は、2005年制作のアメリカ合衆国のコメディ映画。1968年の映画『合併結婚』のリメイク。日本では劇場未公開。

## あらすじ
沿岸警備隊員のフランクは妻に先立たれ、男手一つで8人の子供たちを育てている。ある日、フランクは高校の同級生だったヘレンと同窓会で再会する。ヘレンもまた夫に先立たれていたことから2人はたちまち意気投合、電撃的に再婚する。
だが、ヘレンには10人もの子供がいた。一緒に暮らすことになった互いの子供たちはそりが合わず、事あるごとに喧嘩する。元の生活に戻りたい彼らは、あの手この手でフランクとヘレンを別れさせようとする。

## キャスト
※括弧内は日本語吹替。
- フランク・ビアズリー：デニス・クエイド（大川透）
- ヘレン・ノース：レネ・ルッソ（高島雅羅）
- ウィリアム・ビアズリー：ショーン・ファリス
- フィービー・ノース：ダニエル・パナベイカー
- ディラン・ノース：ドレイク・ベル
- ジョニ・ノース：ミランダ・コスグローヴ
- シャーマン：リップ・トーン
- ムニオン夫人：リンダ・ハント
- マックス・アルグラント：ジェリー・オコンネル
- ダレル・エドワーズ：デヴィッド・ケックナー
- クリスティーナ・ビアズリー：カティーヤ・ペヴェック
- ニック：ジョシュ・ヘンダーソン
- ミック・ノース：スレイド・ピアース
- ニコラス・ロジェット＝キング
- ハリー・ビアズリー：ディーン・コリンズ
- ジミ・ノース：リル・JJ